# Olpium fuscimanum
Espèce
Olpium fuscimanum est une espèce de pseudoscorpions de la famille des Olpiidae.

## Distribution
Cette espèce se rencontre en Tanzanie, au Kenya et en Somalie.

## Publication originale
- (en) Beier, « A new false scorpion of the genus Olpium from Tanganyika. », Annals and Magazine of Natural History, , 12e série, vol. 10,‎ 1957, p. 471-472